# 4 Pegasi
4 Pegasi är en vit underjätte i stjärnbilden Pegasus.
4 Pegasi har visuell magnitud +5,66 och är synlig för blotta ögat vid god seeing. Den befinner sig på ett avstånd av ungefär 180 ljusår.